# Before The Dawn
Before the Dawn е бивша дет метъл група от Финландия, създадена от Туомас Сауконен (Tuomas Saukkonen) през 1999 г.
Туомас Сауконен е музикант за пример и неслучайно спечели наградата за най-добър метъл музикант на Финландия. Tой е вокалист (може да изпълнява два типа вокали), китарист, басист, барабанист и клавирист на групата, като естествено за записите му помагат и други хора, но основната и по-голяма част от работата по материала се извършва от него. Самият Туомас има редица проекти, заслужаващи вниманието на метъл феновете, между които Dawn of Solace, Black Sun Aeon, Final Harvest, Teargod и Decline – банди с широк стилов диапазон от сорта на готик метъл до дет и метълкор.

## История
Before the Dawn са формирани през 1999 във Финландия. Тя е дет/готик метъл група. Била е замислена и създадена като солов проект на изключително талантливия Tuomas Saukkonen. Ето какво казва той за самата история на групата:
„Направих първото демо To Desire Part 1 съвсем сам, а за второто демо имах помощ от приятел, който свири на барабаните. Първият състав беше събран, за да могат Before The Dawn да свирят на живо. С много промени в състава, Before The Dawn влязоха в студио, за да запишат MCD, което се казва Gehenna. Получих няколко оферти за продуценти, но нищо достатъчно сериозно. Before The Dawn продължиха да свирят гигове, а аз продължавах да пиша много нов материал, и новото MCD, назовано My Darkness достигна високи резултати и получихме достатъчно сериозна сделка за лейбъл, която бе предложена от Locomotive Music. Следващата стъпка бе да започнем записването на дебютния си албум, който също бе назован My Darkness. Албумът съдържаше всички песни от последното MCD, които никога не са били изложени на публичност.“.
Първият дългометражен албум My Darkness като състав включва Tuomas – китара и ръмжащи вокали, предишният фронтмен на Entwine – Panu Willman – китара и чисти вокали, Jani Saajanaho – китара, Jarkko Männikkö – клавишни, Dani Miettinen – барабани и Toni Broman – бас. Тавата е издадена от Spanish Locomotive Records през февруари 2003. Скоро след това бандата е била съпорт на Katatonia на тяхното Скандинавско и Централно-Европейско турне.
Вторият албум 4:17 АМ се издава през 2004 и след него DVD-то The First Chapter през 2005, но тогава Сауконен разпуска стария състав и формира нов Live Action Assault Team с норвежеца Ларс Ейкинд (e.g. WINDS, AGE OF SILENCE, KHOLD), който прави чистите вокали и свири на бас, китаристът на Gloria Morti – Juho Räihä, Joel Mäkinen – клавишни и Aatu Mukka – барабани.
„Before the Dawn бяха извървели цял кръг и все пак това беше моят солов проект. Написах много нов материал и се почувствах като новороден. Вървеше лесно и бързо, защото нямах немотивирана банда, която да ме забавя. Звучи като трудно нещо за казване, но сега след като съм свирил почти на 30 гига във Финландия и Европа с моя тим за лайв изпълнения (Lars, Juho, Aatu и Joel), нещата вървят много по-лесно. Най-накрая разполагам с лукса да работя с професионалисти. Не съм най-лесният човек, когато стане въпрос за свирене с банда. Изисквам много и искам всички да работят усилено. Също имам много чисто виждане за бандата – какво се случва с музиката и със самата банда като цяло.“
През 2006, голямото количество на нов материал създава два нови албума. The Ghost за Before the Dawn и The Darkness за Dawn of Solace, включващи по-бавни и още по-епично-мелодични песни, където Tuomas показва неговата по-тъмна страна. Извънредно, двама членове от неговия Live Action Assault Team се появяват и на двете CD-та, Lars Eikind (чисти вокали) и Juho Räihä (китарни сола за The Ghost, инженер на звука за The Darkness). През същата година Before the Dawn направиха турне през Финландия и The Baltic States с Moonspell и Insomnium, и започнаха нови сесии за записването на нов албум.
DEADLIGHT – големият обрат
Новият албум Deadlight, издаден от финландския лейбъл STAY HEAVY RECORDS през февруари 2007, би трябвало да е точката на големия обрат в кариерата на Before the Dawn. В началото изглеждаше сякаш Tuomas ще остане соло още веднъж:
„Трябваше да уволним барабаниста след една седмица и след това да започнем да записваме всичко наново ... Тогава нашия втори китарист беше прекалено зает със записите на неговата банда, затова аз свирих всички китари. В този албум сме само аз и Ларс.“
С Juho и Lars започна да се заформя стабилен състав и малко след издаването на Deadlight, Dani Miettinen можеше да бъде приет отново на барабанския трон на Before the Dawn. Ре-формиралата се банда посреща растящи изисквания след като Deadlight получава отлични ревюта във Финландия и по света, и BEFORE THE DAWN оставиха своята следа на класациите не веднъж: Сингълът Deadsong, издаден през февруари 2007, за отрицателно време достигна №2 на финландската класация Top 20; четири месеца тази песен се върти из финландския рок класации. Сингълът Faithless, издаден през 27 юни 2007, включва и Jone Nikula на кавъра на Pantera – Mouth For War, която също се изкачва на №2 във финландските класации.
Решени да поддържат бързото издаване на албуми, бандата влиза в студио в началото на 2008, за да запишат продължение на епохалния Deadlight.
Справяйки се с нова промяна в състава – отново барабанското място остава свободно – останалата най-силна част от Before the Dawn (Tuomas, Lars, Juho) вдигат летвата на най-високото ниво. Тяхната единствена цел е да надминат предишните албуми в писането на песни и продукция. Със Soundscape of Silence тази им цел бива постигната, а бандата си взима малко почивка от студиото, свирейки на няколко летни фестивала като Tuska Open Air, както и дебютирайки на величествения германски фест – Wacken Open Air.
Петият албум Soundscape of Silence е издаден през октомври 2008, подчертавайки думите: отговорност, посвещение, талант и усилена работа. Отново Before the Dawn удря класациите.
Отново състава се променя: След свиренето с временни барабанисти, през лятото на 2009 Atte Palokangas от Agonizer бива приет като нов официален член на Before the Dawn.
Най-накрая, точно на десетата годишнина на бандата, Before the Dawn са готови да посрещнат европейските сцени, на турне с Amorphis през есента на 2009.

## Дискография

### Студийни албуми
- My Darkness (2003)
- 4:17 am (2004)
- The Ghost (2006)
- Deadlight (2007)
- Soundscape of Silence (2008)
- Deathstar Rising (2011)
- Rise of the Phoenix (2012)

### Демота
- To Desire (2000)

### DVD
- The First Chapter (2006)

### EPs
- Gehenna (2001)
- Decade of Darkness (2010)
- Decade of Darkness (EU edition, + Bonus DVD) (2011)

### Сингли
- Deadsong (2007)
- Faithless (2007)

## Членове на групата
- Tuomas Saukkonen – Твърд вокал, Ритъм китара и Акустична китара (1999-днешно време), Клавири (2004-днешно време)
- Pyry Hanski – Бас китара (2011-днешно време)
- Juho Räihä – Соло китара
- Joonas Kauppinen – Барабани (2011-днешно време)

## Бивши членове
- Lars Eikind – Чист вокал и бас китара (2005 – 2011)
- Atte Palokangas – Барабани (2009 – 2011)